# Saint-Alyre-d'Arlanc
Saint-Alyre-d'Arlanc est une commune française, située dans le département du Puy-de-Dôme, en région Auvergne-Rhône-Alpes.

## Géographie

### Climat
Pour des articles plus généraux, voir Climat d'Auvergne-Rhône-Alpes et Climat du Puy-de-Dôme.
En 2010, le climat de la commune est de type climat des marges montagnardes, selon une étude du Centre national de la recherche scientifique s'appuyant sur une série de données couvrant la période 1971-2000. En 2020, Météo-France publie une typologie des climats de la France métropolitaine dans laquelle la commune est exposée à un climat de montagne ou de marges de montagne et est dans la région climatique  Nord-est du Massif Central, caractérisée par une pluviométrie annuelle de 800 à 1 200 mm, bien répartie dans l’année. 
Pour la période 1971-2000, la température annuelle moyenne est de 8,7 °C, avec une amplitude thermique annuelle de 16,2 °C. Le cumul annuel moyen de précipitations est de 842 mm, avec 9,5 jours de précipitations en janvier et 7,7 jours en juillet. Pour la période 1991-2020, la température moyenne annuelle observée sur la station météorologique de Météo-France la plus proche, « Saint Didier sur Doulon », sur la commune de Saint-Didier-sur-Doulon à 11 km à vol d'oiseau, est de 10,7 °C et le cumul annuel moyen de précipitations est de 813,8 mm,. Pour l'avenir, les paramètres climatiques de la commune estimés pour 2050 selon différents scénarios d'émission de gaz à effet de serre sont consultables sur un site dédié publié par Météo-France en novembre 2022.

### Milieux naturels et biodiversité
La commune de Saint-Alyre-d'Arlanc est adhérente du parc naturel régional Livradois-Forez.

## Urbanisme

### Typologie
Au 1er janvier 2024, Saint-Alyre-d'Arlanc est catégorisée commune rurale à habitat très dispersé, selon la nouvelle grille communale de densité à sept niveaux définie par l'Insee en 2022.
Elle est située hors unité urbaine. Par ailleurs la commune fait partie de l'aire d'attraction d'Ambert, dont elle est une commune de la couronne,. Cette aire, qui regroupe 29 communes, est catégorisée dans les aires de moins de 50 000 habitants,.

### Occupation des sols
L'occupation des sols de la commune, telle qu'elle ressort de la base de données européenne d’occupation biophysique des sols Corine Land Cover (CLC), est marquée par l'importance des forêts et milieux semi-naturels (78,8 % en 2018), une proportion sensiblement équivalente à celle de 1990 (79 %). La répartition détaillée en 2018 est la suivante : forêts (74,8 %), prairies (12,5 %), zones agricoles hétérogènes (7,6 %), milieux à végétation arbustive et/ou herbacée (4 %), zones urbanisées (1,1 %). L'évolution de l’occupation des sols de la commune et de ses infrastructures peut être observée sur les différentes représentations cartographiques du territoire : la carte de Cassini (XVIIIe siècle), la carte d'état-major (1820-1866) et les cartes ou photos aériennes de l'IGN pour la période actuelle (1950 à aujourd'hui).

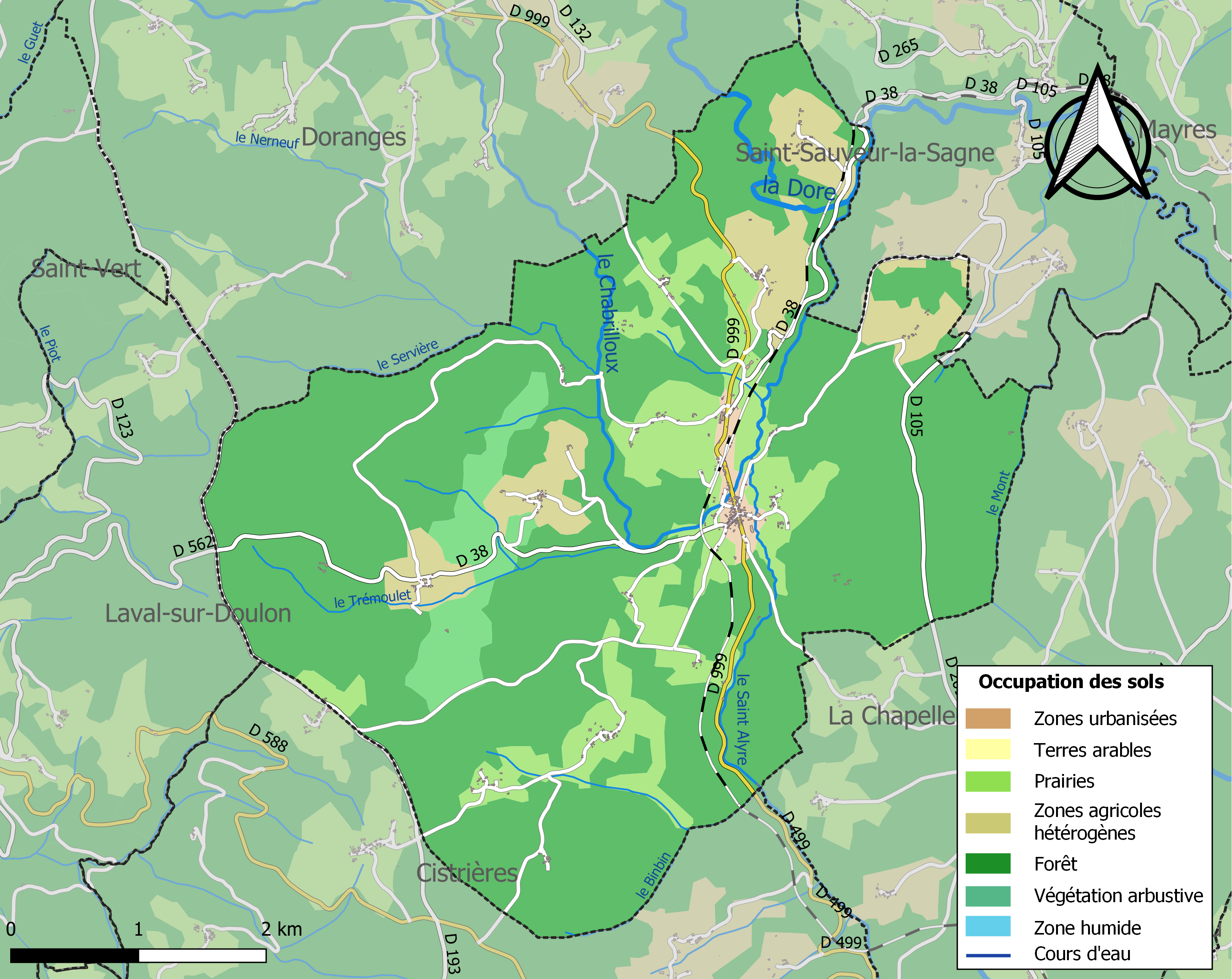
Carte des infrastructures et de l'occupation des sols de la commune en 2018 (CLC).

## Toponymie
La commune est mentionnée en 1393 sous le nom de Sancta Illidia. Si Illidius est bien connu pour être Alyre de Clermont, évêque de Clermont au IVe siècle, son pendant féminin Illidia ou sancta Illidia, lui n'est pas connu. Saint-Alyre-d'Arlanc portait le nom d'Alyre-le-Froid durant la Révolution.
Selon la légende locale, Saint-Alyre-d'Arlanc tirerait son nom d'une bergère du pays, Elidie (Hellidie), qui, poursuivie par l'intendant du seigneur de Poulargues, aurait été blessée à mort avec la chienne du chateau de poulargue (Dinas) près de la fontaine « Roumée » par les habitants du village . Cette tradition donne comme explication toponymique la transformation d'Elidie en Alyre. 

## Politique et administration
| Période                                  | Période       | Identité          | Étiquette | Qualité                  |
| ---------------------------------------- | ------------- | ----------------- | --------- | ------------------------ |
| Les données manquantes sont à compléter. |               |                   |           |                          |
| avant 1995                               | ?             | Paul Bravard      |           |                          |
| mars 2001                                | juillet 2006  | Anny Laval        |           |                          |
| juillet 2006                             | mars 2008     | Daniel Manniez    |           |                          |
| mars 2008                                | août 2010     | Daniel Besseyrias |           |                          |
| août 2010                                | novembre 2011 | Joseph Heisserer  |           |                          |
| novembre 2011                            | novembre 2024 | Olivier Bourron   |           | Chef d'équipe plasturgie |
| novembre 2024                            | En cours      | André Prisset     |           |                          |

## Population et société

### Démographie
L'évolution du nombre d'habitants est connue à travers les recensements de la population effectués dans la commune depuis 1793. Pour les communes de moins de 10 000 habitants, une enquête de recensement portant sur toute la population est réalisée tous les cinq ans, les populations de référence des années intermédiaires étant quant à elles estimées par interpolation ou extrapolation. Pour la commune, le premier recensement exhaustif entrant dans le cadre du nouveau dispositif a été réalisé en 2005.

En 2022, la commune comptait 136 habitants, en évolution de −20,47 % par rapport à 2016 (Puy-de-Dôme : +2,1 %, France hors Mayotte : +2,11 %).
| 1793 | 1800  | 1806  | 1821  | 1831  | 1836  | 1841  | 1846  | 1851  |
| ---- | ----- | ----- | ----- | ----- | ----- | ----- | ----- | ----- |
| 954  | 1 047 | 1 033 | 1 013 | 1 074 | 1 130 | 1 019 | 1 101 | 1 145 |

| 1856  | 1861  | 1866  | 1872  | 1876  | 1881  | 1886  | 1891  | 1896 |
| ----- | ----- | ----- | ----- | ----- | ----- | ----- | ----- | ---- |
| 1 015 | 1 189 | 1 101 | 1 124 | 1 030 | 1 067 | 1 016 | 1 055 | 989  |

| 1901  | 1906  | 1911  | 1921 | 1926 | 1931 | 1936 | 1946 | 1954 |
| ----- | ----- | ----- | ---- | ---- | ---- | ---- | ---- | ---- |
| 1 009 | 1 065 | 1 008 | 793  | 706  | 724  | 662  | 610  | 565  |

| 1962 | 1968 | 1975 | 1982 | 1990 | 1999 | 2005 | 2006 | 2010 |
| ---- | ---- | ---- | ---- | ---- | ---- | ---- | ---- | ---- |
| 513  | 421  | 304  | 239  | 219  | 185  | 187  | 185  | 172  |

| 2015 | 2020 | 2022 | - | - | - | - | - | - |
| ---- | ---- | ---- | - | - | - | - | - | - |
| 171  | 141  | 136  | - | - | - | - | - | - |

Au plus fort de sa démographie, en 1861, Saint-Alyre comptait 1 189 habitants.

## Économie
Saint-Alyre est entouré de forêts qui de tout temps ont constitué une de ses principales ressources :
- l'industrie du bois jusqu'à la fin des années 1970, comme en témoigne encore aujourd'hui la tour à injection qui était utilisée pour traiter les poteaux télégraphiques. Saint-Alyre a compté jusqu'à cinq scieries et deux chantiers d'injection qui firent de la commune la seconde gare en France pour le transport du bois ;
- les champignons, principalement cèpes et girolles, sont exploités par les deux principales entreprises de Saint-Alyre.

## Culture locale et patrimoine

### Lieux et monuments
- Halte de la ligne touristique du Livradois-Forez, exploitée par AGRIVAP Les trains de la découverte, en saison.

Au village de Bressolles, qui domine Sain-Alyre, se trouvent les restes d'une maison forte du XIIIe siècle. On accède à la maison par trois marches. Au-dessus de la porte d'entrée on trouve une imposte, et au premier étage, une fenêtre à meneaux.
Au rez-de-chaussée de cette maison on découvre une belle cheminée. En montant l'étage, nous en découvrons une autre. Elles sont en granit, celle de la cuisine est très imposante, celle du premier étage est beaucoup plus fine.[non neutre]
Dans la cave voûtée on  trouve un trou d'environ 1,30 m dans la paroi sud, c'était le départ d'un souterrain qui allait à l'église du village. Celui-ci est bouché à environ 25 mètres. Cette maison fort était un avant poste du château de Sarrat, habité par la famille La Fayette.

### Personnalités liées à la commune
- Sainte Elidie[22]